# Toriyama Sekien

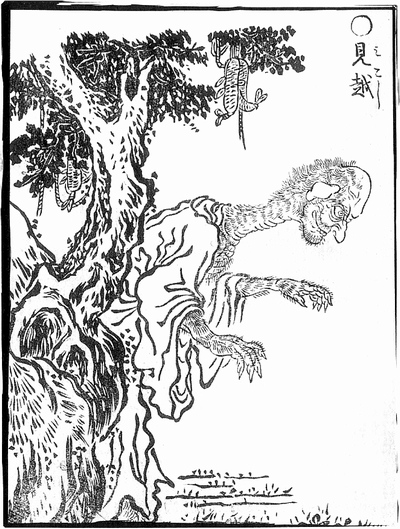
Mikoshi-nyudo, del llibre Gazu Hyakki Yako (La desfilada nocturna de cent dimonis il·lustrada), 1776

En aquest nom japonès, el cognom és Toriyama.
Toriyama Sekien (鳥山 石燕, 1712 – 1788) va ser un erudit del segle xviii i artista d'ukiyo-e del folklore japonès. Va ser el mestre d'Utamaro i, abans de dedicar-se al gravat, pintor de l'escola Kano. Toriyama és famós pel seu intent de catalogar totes les espècies de yōkai a la sèrie Hyakki Yako.

## Obres destacades
- La desfilada nocturna de cent de dimonis il·lustrada (画図百鬼夜行, publicat el 1776)
- Cent dimonis del present i el passat il·lustrats (今昔画図続百鬼, publicat el 1779)
- Suplement dels cent dimonis del present i el passat (今昔百鬼拾遺, publicat el 1780)
- La bossa d'un centenar de dimonis aleatoris il·lustrada (画図百鬼徒然袋, publicat el 1784)